# Адельшлаг
Адельшлаг (нем. Adelschlag) — община в Германии, в земле Бавария.
Подчиняется административному округу Верхняя Бавария. Входит в состав района Айхштетт. Подчиняется управлению Нассенфельс. Население составляет 2784 человека (на 31 декабря 2010 года). Занимает площадь 51,98 км².
Коммуна подразделяется на 4 сельских округа.

## Население
По оценке на 31 декабря 2015 года население общины Адельшлаг составляет 2948 чел. 

| Дата      | 1840 | 1871 | 1900 | 1925 | 1939 | 1950 | 1961 | 1970 | 1987 | 2011 |
| --------- | ---- | ---- | ---- | ---- | ---- | ---- | ---- | ---- | ---- | ---- |
| Население | 1235 | 1393 | 1518 | 1879 | 1715 | 2301 | 2010 | 2051 | 2280 | 2795 |

| Год       | 1960 | 1970 | 1980 | 1990 | 2000 | 2009 | 2010 | 2011 | 2012 | 2013 | 2014 | 2015 |
| --------- | ---- | ---- | ---- | ---- | ---- | ---- | ---- | ---- | ---- | ---- | ---- | ---- |
| Население | 1994 | 2056 | 2109 | 2411 | 2633 | 2766 | 2784 | 2788 | 2840 | 2894 | 2957 | 2948 |